# 12 Korpus (austro-węgierski)

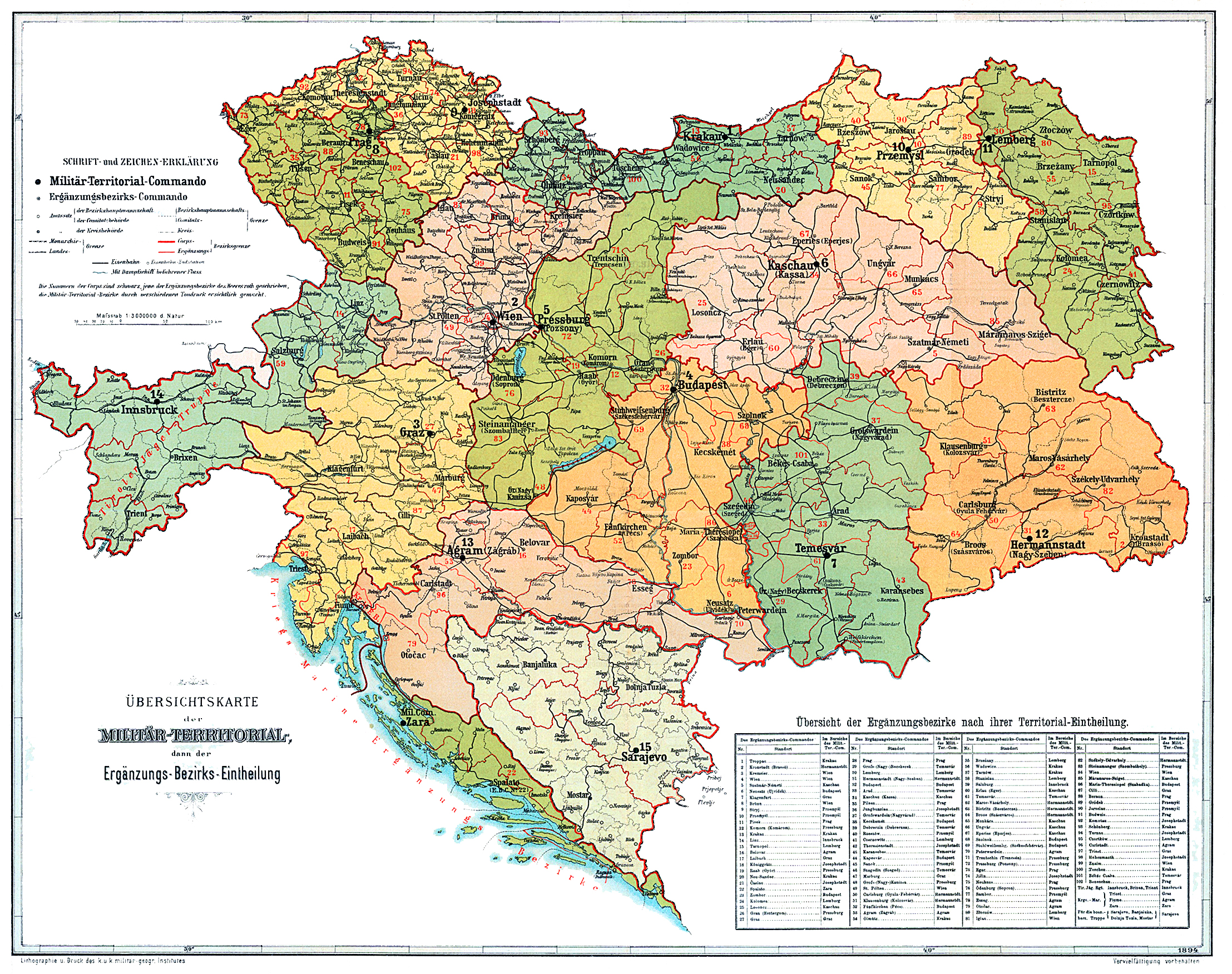
Wojskowy podział terytorialny Monarchii Austro-Węgier w 1894

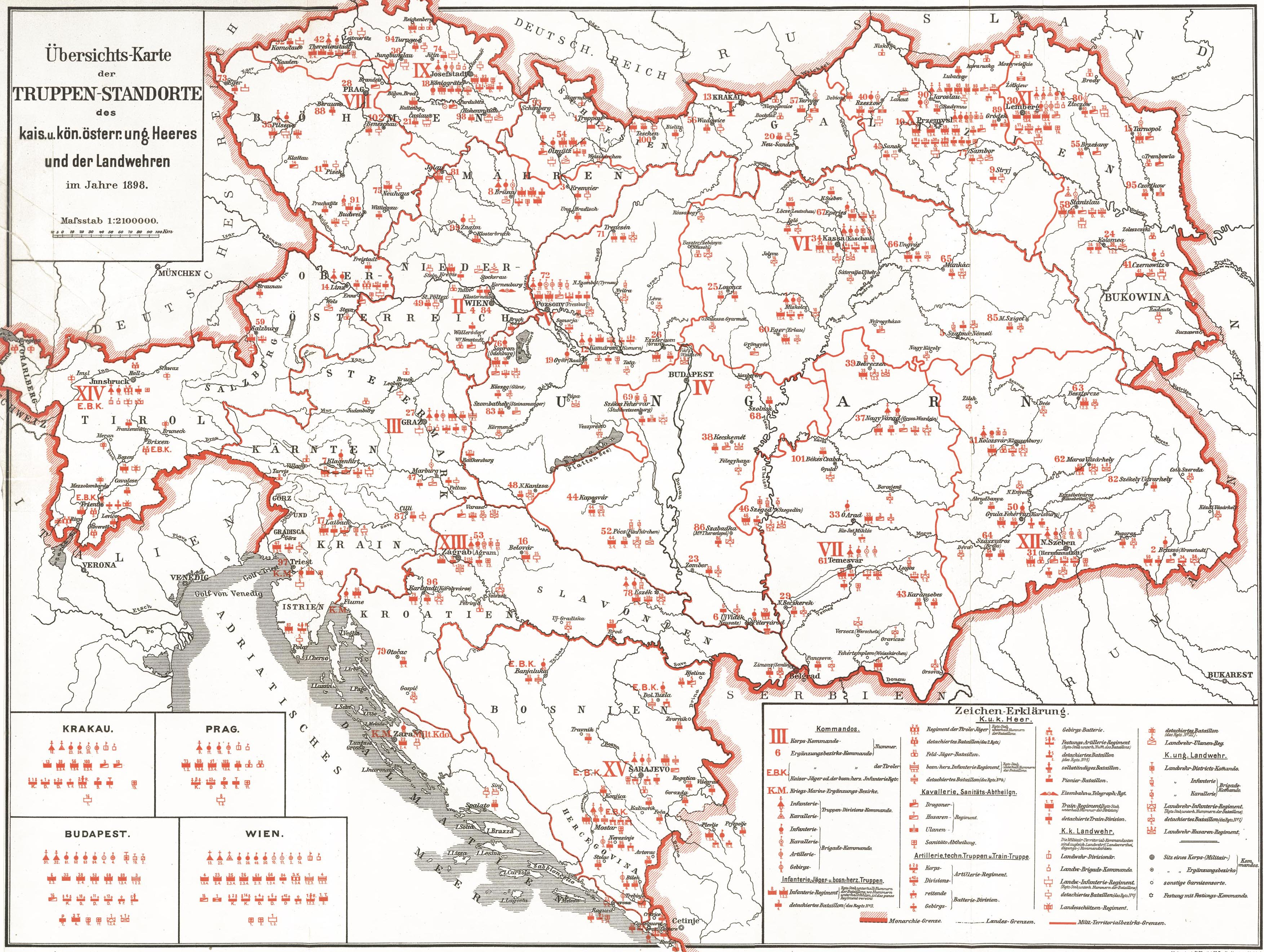
Dyslokalizacja sił zbrojnych Monarchii Austro-Węgier w styczniu 1898

12 Korpus (niem. 12. Korps) – wyższy związek taktyczny cesarskiej i królewskiej Armii z komendą w Sybinie (węg. Nagyszeben, niem. Hermannstadt).

## Organizacja wojenna i obsada personalna w sierpniu 1914
- 16 Dywizja Piechoty (16. ID): FML Franz Paukert
  - 31 Brygada Piechoty (31. IBrig.):  GM. Ernst Dieterich
  - 32 Brygada Piechoty (32. IBrig.): GM. Anton Goldbach
  - 16 Brygada Artylerii Polowej (16. FABrig.): GM Konstanz Dobler von Friedburg
- 35 Dywizja Piechoty (35. ID): FML Viktor Njegovan
  - 69 Brygada Piechoty (69. IBrig.): GM. Franz Hauninger
  - 70 Brygada Piechoty (70. IBrig.):  GM Wenzel Bauriedl
  - 35 Brygada Artylerii Polowej (35. FABrig.): płk. Alfred Gröschl
- 38 Dywizja Piechoty Honwedu (38. HID): FML Johann Freiherr Karg von Bebenburg
  - 75 Brygada Piechoty Honwedu (75. HIBrig.): GM. Karl Lippner von Nagyszentmiklós
  - 76 Brygada Piechoty Honwedu (76. HIBrig.): płk. Adalbert Benke von Tardoskedd
  - 38 Brygada Artylerii Polowej (38. FABrig.): płk. Emanuel Werz

## Obsada personalna Komendy 12 Korpusu
Komendanci korpusu i generałowie dowodzący
(niem. Korpskommandant und Kommandierender General)
- FML Anton von Schönfeld (1883[1])
- gen. piechoty Hermann Kövess von Kövesshaza (1914[2])

Generałowie przydzieleni
(niem. Zugeteilter General)
- FML Rudolf Hess (1914[2])

Szefowie Sztabu Generalnego
(niem. Generalstabschef)
- płk SG Leopold Gustas (1883[1])
- płk SG Anton Goldbach (1914[2] → komendant 32 Brygady Piechoty)
- płk SG Egon Freiherr Zeidler-Daublebsky von Sterneck (1914)